# 愛戀 心痛 堅強
《愛戀 心痛 堅強》，是日本女藝人篠原涼子的第4張單曲及代表作。1994年7月21日發行。小室哲哉擔任製作人。單曲大賣200萬張，其成功表示日本流行樂壇小室時代的來臨。

## 簡介
是作為女演員的篠原涼子的第4張個人單曲，以「篠原涼子 with t.komuro」名義發行，「t.komuro」即單曲的製作人小室哲哉（Tetsuya Komuro）。在歌曲中，小室同時擔當伴奏和輕聲伴唱。
主曲《愛戀 心痛 堅強》作為同年上映的動畫電影《街頭霸王II 電影版》的主題曲，雖然外界普遍認為歌曲和電影內容不是很搭配，但是當時風靡一時的街頭霸王熱潮卻為歌曲的流行提供了重要契機。
單曲7月初登場在Oricon公信榜上排行第20位以上，但是隨著《街頭霸王II 電影版》的上映和歌曲的宣傳，排名逐步上升，在9月底終於登上Oricon公信榜單曲週榜冠軍，並蟬聯兩個星期。其強勁的勢頭保持了很久，稱霸Oricon公信榜9月份和10月份的單曲月榜冠軍。年終銷量高達162.3萬張，僅次於Mr.Children的《innocent world》和廣瀨香美的《羅曼史之神》，成為日本1994年度單曲銷量第3位。最終銷量突破200萬張，是solo女歌手首次單曲銷量超過200萬。
是日本音樂史上電影商業搭配單曲CD銷量第1位、又是動畫商業搭配單曲CD銷量第1位。至今仍然保持著這兩項紀錄。
篠原涼子憑著這首歌被邀請上第45回NHK紅白歌合戰上演唱。獲得第36回日本唱片大賞的優秀賞。
這首歌是小室哲哉第一首獲得巨大成功的作品，在1994年「小室家族」旗下的篠原涼子和trf就霸占了Oricon單曲年榜前10位的三個席位。小室從此成為金牌音樂製作人，並且壟斷支配著日本流行樂壇長達數年。
2022年，本曲由小室哲哉重新編曲，篠原涼子再次主唱，題為《愛戀 心痛 堅強 2023》（恋しさと せつなさと 心強さと 2023），為2023年上市之快打旋風6主題曲。

## 收錄曲目
1. 愛戀 心痛 堅強
作詞、作曲、編曲：小室哲哉
動畫電影《快打旋風II 電影版（日语：ストリートファイターII MOVIE）》 的主題曲
2. GooD-LucK
動畫電影《快打旋風II 電影版》的片尾曲
3. 愛戀 心痛 堅強 （Original Karaoke）